# ناحیه ایهارا، شیزوئوکا

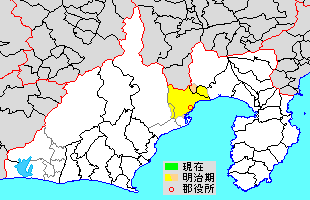

ناحیه ایهارا، شیزوئوکا (به ژاپنی: 庵原郡, Ihara-gun)، یکی از شهرستان‌های ژاپن است که در استان شیزوئوکا واقع شده است.